# واقعة

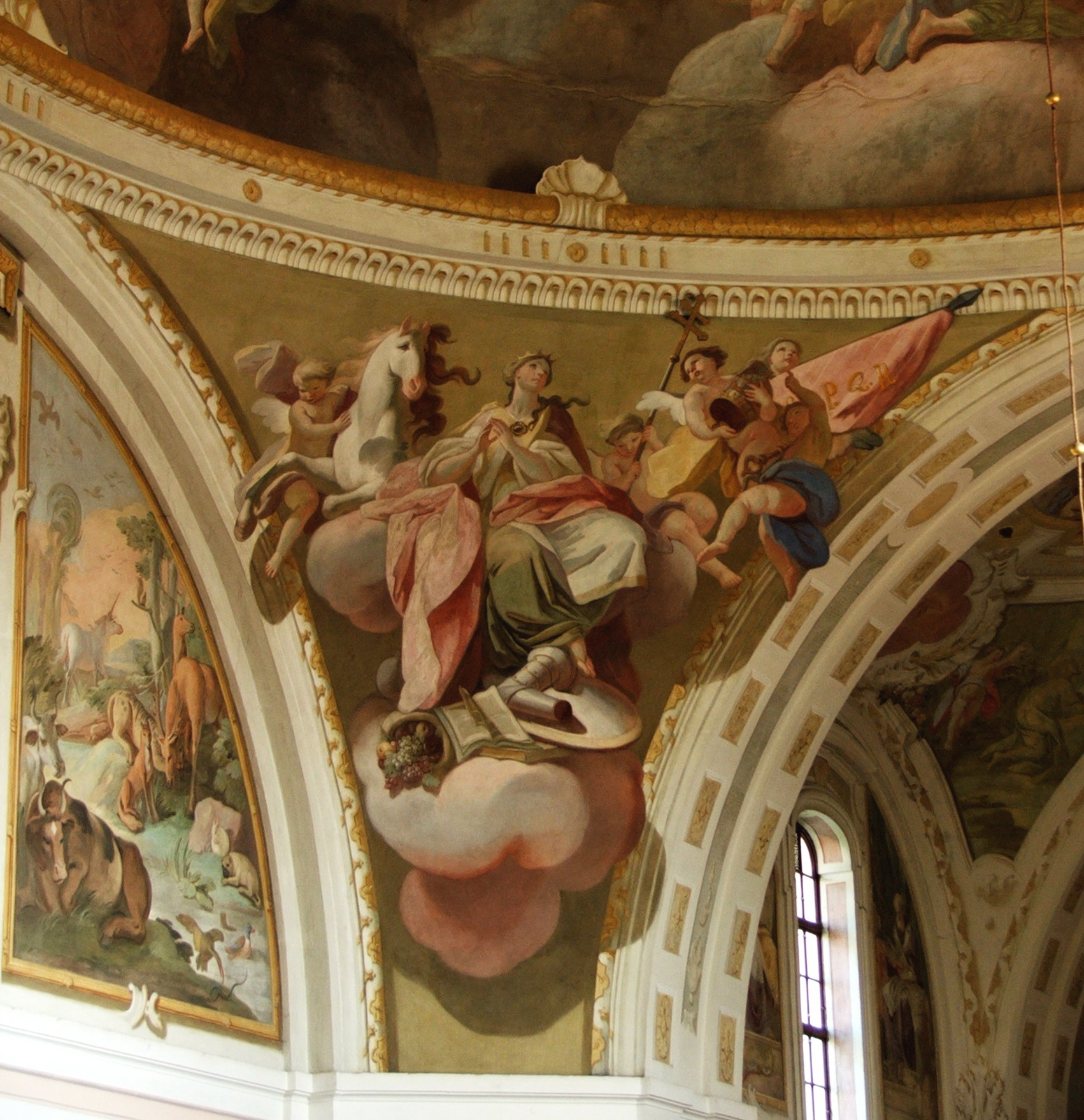

حادِثَة، واقِعَة (Fact مشتقة من الكلمة اللاتينية فاكتوم (factum)) هو شيء حدث بالفعل أو حالة واقعية. والاختبار المعتاد لإظهار الحقيقة هو التحقيق، أي التحقق مما إذا كان من الممكن إثباتها بحيث تتوافق مع التجربة. وغالبًا ما تستخدم الأعمال المرجعية القياسية للتحقق من الحقائق. ويتم التأكد من صحة الحقائق العلمية من خلال التجارب المتكررة.

## الحقيقة في الفلسفة
في علم الفلسفة، تتم دراسة مفهوم الحقيقة في نظرية المعرفة وعلم الوجود. وترتبط مسائل الموضوعية والصدق بشكل وثيق مع مسائل الحقيقة. ويمكن تعريف «الحقيقة» على أنها شيء يدل على الواقع.
يمكن فهم الحقائق على أنها هي التي تجعل الجملة الصحيحة حقيقية. ويمكن أيضًا فهم الحقائق على أنها هي تلك الأشياء التي تشير إلى الجملة الصحيحة. فجملة «المشترى هو أكبر كوكب في المجموعة الشمسية» هي حول حقيقة أن المشترى هو أكبر كوكب في المجموعة الشمسية.
في كثير من الأحيان، يؤدي سوء الفهم في التفريق بين الحقيقة والنظرية إلى المغالطة في البلاغة، [بحاجة لمصدر] حيث سيقول شخص ما أن دعوته أو دعوتها واقعية بينما يدعي خصمه أنها مجرد نظرية. فمثل هذه التصريحات تشير إلى الارتباك في معاني كل الكلمات، مما يشير إلى أن المتكلم يعتقد أن الحقيقة تعني «الصدق» والنظرية تعني «التكهن».[محل شك]